# کاترینا ایلام
کاترینا روث ایلام (زاده ۱۲ دسامبر ۱۹۸۳) خواننده و ترانه‌سرای موسیقی کانتری آمریکایی است. او در سال ۲۰۰۴ با یونیورسال ساوث رکوردز قرارداد امضا کرد و اولین آلبوم خود را در همان سال منتشر کرد. ایلام در سال ۲۰۰۸ این لیبل را ترک کرد.
ایلام در بری، اوکلاهاما به دنیا آمد. او در سن ۹ سالگی در یک برنامه استعدادیابی 4-H اجرا کرد. در سال ۱۹۹۸، او توسط انجمن موسیقی کانتری اوکلاهاما و اوکلاهما اوپری که اکنون Rodeo Opry نام دارد، به عنوان خواننده زن سال انتخاب شد. ایلام در ۱۶ سالگی قرارداد نشر گرفت.

## ترانه‌شناسی

### آلبوم‌های استودیویی
| عنوان             | جزئیات                                                        | نمودار اوج موقعیت‌ها | نمودار اوج موقعیت‌ها |
| عنوان             | جزئیات                                                        | کشور آمریکا         | ایالات متحده        |
| ----------------- | ------------------------------------------------------------- | ------------------- | ------------------- |
| کاترینا ایلام     | - تاریخ انتشار: ۵ اکتبر ۲۰۰۴ - برچسب: Universal South Records | ۴۲                  | ۳۳                  |
| کشور خالص ۲: هدیه | - تاریخ انتشار: ۸ فوریه ۲۰۱۱ - برچسب: واترتاور موزیک          | ۵۵                  | ۴۴                  |

### مجردها
| سال                                                    | تنها                | موقعیت‌های اوج | آلبوم                                 |
| سال                                                    | تنها                | کشور آمریکا   | آلبوم                                 |
| ------------------------------------------------------ | ------------------- | ------------- | ------------------------------------- |
| ۲۰۰۴                                                   | پایانی در چشم نیست  | ۲۹            | کاترینا ایلام                         |
| ۲۰۰۵                                                   | من یک کابوی می‌خواهم | ۵۹            | کاترینا ایلام                         |
| ۲۰۰۶                                                   | عشق است             | ۴۷            | Turn Me Up (منتشر نشده)               |
| ۲۰۰۷                                                   | تخت روی طبقه        | ۵۲            | Turn Me Up (منتشر نشده)               |
| ۲۰۱۰                                                   | رویای بزرگ          | -             | Pure Country 2: The Gift (موسیقی متن) |
| «—» نشان‌دهنده نسخه‌هایی است که در نمودار قرار نگرفته‌اند |                     |               |                                       |

### نماهنگ
| سال  | ویدئو              | کارگردان    |
| ---- | ------------------ | ----------- |
| ۲۰۰۴ | پایانی در چشم نیست | پیتر زوادیل |
| ۲۰۰۶ | عشق است            | تری فانجوی  |